# Боргонуово (Сондрио)
Боргонуово је насеље у Италији у округу Сондрио, региону Ломбардија.
Према процени из 2011. у насељу је живело 672 становника. Насеље се налази на надморској висини од 424 м.